# Lo spirito del Serchio
Lo spirito del serchio è un film documentario del 2009 diretto da Claudio Costa che narra, attraverso una intervista all'ammiraglio Gino Birindelli, la storia degli assaltatori della Regia Marina durante la seconda guerra mondiale.

## Trama
L'Ammiraglio Birindelli narra con precisione la sua missione a Gibilterra, che seppur riuscita solo in parte, provò che la guerra dei maiali come veniva chiamata la guerra utilizzando i siluri a lenta corsa, poteva funzionare.
Inoltre Birindelli si sofferma sulle figure di Teseo Tesei e Junio Valerio Borghese.

## Produzione
Il documentario venne realizzato con lo scopo di raccogliere una testimonianza di prima mano sulla vita degli assaltatori della Regia Marina per la realizzazione di un film con attori, incentrato sulla figura di Teseo Tesei. Il film però non venne realizzato per mancanza di fondi.
Il regista decise successivamente di editare l'intervista a Birindelli e distribuirla in DVD. Da quel momento il documentario con Gino Birindelli arrivò ad un pubblico di appassionati di storia militare, che lo accolsero con molto interesse. Il successo della produzione diede inizio ad una serie di film monografici su reduci delle forze armate della seconda guerra mondiale, diretti da Claudio Costa per la produzione indipendente Ronin Film Production.

## Curiosità
- Il DVD uscì nel 2009 dopo la morte dell'Ammiraglio avvenuta nel 2008. L'intervista venne registrata nel 2004 a Roma.
- I contenuti extra del DVD contengono una intervista alla nipote di Teseo Tesei.
- Nel 2021 è stata distribuita in DVD una seconda edizione con aggiunta di contenuti speciali e fotografie inedite. Tra i contenuti speciali interviste a Pier Paola Bergamini figlio dell'Ammiraglio Carlo Bergamini e a Sergio Denti veterano della Decima Mas, pilota dei barchini MTM ed affiliato alla Loggia P2 in cui entrò su richiesta di Birindelli.